# Oreocharis bullata
Oreocharis bullata är en tvåhjärtbladig växtart som först beskrevs av Wen Tsai Wang och K.Y. Pan, och fick sitt nu gällande namn av Mich. Möller och A. Weber. Oreocharis bullata ingår i släktet Oreocharis och familjen Gesneriaceae. Inga underarter finns listade i Catalogue of Life.